# 윌리엄 웨스트모얼랜드
윌리엄 차일스 웨스트모얼랜드(영어: William Childs Westmoreland, 1914년 3월 26일 - 2005년 7월 18일)은 미국 육군의 장군으로 1964년부터 1968년까지 베트남 전쟁을 이끈 것으로 유명하다. 1964년 1월 웨스트모얼랜드가 남베트남에 도착했을 때부터 그의 목표는 북베트남을 공격하여 중국을 자극하지 않고 북베트남이 지원하는 베트콩을 상대로 아군의 피해를 최소화한 채 완전한 승리를 거두는 것이었다. 이러한 요구는 그의 비평가들 몇몇조차도 인지할 정도로 명백히 모순적이었고, 사상자가 불가피하게 증가하자 그는 소모전을 추구한다는 비난을 받았다. 1965년 11월 라 드랑 전투와 1968년 1월 구정 대공세에서 미군은 기술적인 승리를 거두었지만 전쟁에 대한 국민의 지지는 감소했다. 그가 미국의 육군 참모총장을 다시 맡았을 때 베트남 주둔 미군의 수는 535,000명에 이르렀다. 웨스트모얼랜드의 전략은 포격과 제공권에 기초한 것으로, 이것이 비전투원들에게 대규모 피해를 입히는 결과를 낳음으로써 전쟁에서 미국에 대한 지지를 약화시켰기 때문에 전술적으로는 성공적이었지만 정치적으로는 실패했다.

## 어린 시절
윌리엄 웨스트모얼랜드는 유지니아 탤리 차일스와 제임스 리플리 웨스트모얼랜드 사이에서 태어난 아들로 사우스캐롤라이나주의 스파르탄버그가 그의 고향이었다. 그의 중산층 가족은 지역 내 금융업과 직물 산업에 종사하고 있었다. 15살에 윌리엄은 미국의 보이스카우트 최고 등급인 이글 스카우트 대원이 되었고 미국 보이 스카우트에서 실버 버팔로 훈장과 이글 스카우트 공로훈장을 받았다. 1932년 사우스캐롤라이나 군사대학교, 더 시타델에서 1년을 보낸 후 그는 미국 육군사관학교의 입학생으로 지명되었다. 웨스트포인트에 입학하게 된 동기는 "세상을 바라보기 위해서"였다. 그는 크레이튼 에이브람스와 벤자민 O. 데이비드스 주니어가 포함된 웨스트포인트 우수생 반 중 한 명이었다. 그는 간부 후보생 중 가장 높은 계급인 대위로 졸업하고 군사적 능력에 숙달한 최고 수준의 후보생에게 주는 퍼싱 검을 수여받았다. 웨스트모얼랜드는 이후 개신교 일요학교 교사의 감독관으로도 일했다.

## 군사 경력
1936년 졸업 후 웨스트모얼랜드는 포병 장교가 되어 포트 실의 제18포병야전군에서 복무했다. 1939년 그는 하와이주의 스코필드 막사에 위치한 제8포병야전군의 포대진지 지휘관 및 대대 참모 장교가 된 이후 중위로 진급했다.

### 제2차 세계 대전
제2차 세계 대전 당시 웨스트모얼랜드는 프랑스령 튀니지, 시칠리아, 비시 프랑스, 나치 독일의 여러 전장에서 복무했다. 그는 일시적으로 전시에 대령으로 진급했고, 1944년 10월 13일 미국 제9보병사단의 총사령관이 되었다. 전쟁 이후 웨스트모얼랜드는 1946년 보병 학교에서 공수훈련을 마쳤고 제82공수사단 예하 제504강하보병여단을 지휘했다. 그는 1947년부터 1950년까지 제82공수사단의 참모총장으로 복무했으며 이후 1년 간 미국 육군지휘참모대학교의 강사로 일했다. 1951년 그는 미국 육군참모대학교의 학생 과정을 마쳤고 1951년부터 1952년까지 그곳에서 강사로 지냈다.

### 한국 전쟁
웨스트모얼랜드는 1952년부터 1953년까지 한반도에서 제187공수여단을 이끌었다. 전쟁이 끝난 후 그는 미국으로 돌아왔고, 그는 1953년부터 1955년까지 육군의 병력을 담당하는 인사참모부의 부차장이었다. 1954년 그는 하버드 경영대학원에서 3년간의 경영 학과를 수료했다. 스탠리 카노가 언급한 것처럼 "웨스티는 제복을 입은 경영 간부"였다.
전쟁 이후 웨스트모얼랜드는 1955년부터 1958년까지 육군 작전 참모의 비서였다. 그는 1958년부터 1960년까지 제101공수사단을 지휘했고, 1960년부터 3년간 미국 육군사관학교의 감독관이었다. 1962년 웨스트모얼랜드는 매사추세츠 신시내티 조직의 명예회원직을 수용했다. 1963년부터 1964년까지 웨스트모얼랜드는 제18공수군단을 지휘했다.

### 베트남 전쟁
배경 및 개관
제1차 인도차이나 전쟁에서 프랑스가 베트남을 재식민지화하려던 시도는 디엔비엔푸 전투에서 프랑스군이 패배하면서 종결되었다. 제네바 회담에서 인도차이나 반도에 평화를 돌려놓으려는 가능성이 논의되었고, 이 회담에서 베트남은 일시적으로 2개의 지역으로 나뉘어 북쪽은 비엣민이 통치하고 남쪽은 옛 황제였던 바오다이가 이끄는 베트남국이 다스리기로 결정되었다. 영국 대표가 언급한 회담의 마지막 선언에서는 1956년 7월 일반선거가 실시되어 통일 베트남이 설립될 것을 약속했다. 이 선언은 양측 모두 합의를 본 것이었으나 베트남국이나 미국 대표는 이를 수용하지 않았다. 더욱이 중화인민공화국, 소련, 그리고 다른 공산국가들은 베트남 북부의 비엣민을 국가로 인정했지만 미국과 다른 비공산 국가들은 남쪽의 베트남국을 적법성이 있는 정부로 인정했다. 이 무렵 웨스트모얼랜드는 남베트남의 사령관이 되었고, 군사 및 정치적 인물들에 의해 선호되었던 남북을 나누는 비무장지대가 있는 한반도 방식의 국가 건설이 미국 정부에 의해 거절되었다. 미국은 결정적인 승리를 얻고 더 많은 자원을 엄청나게 많이 사용하지 않는 것을 선호했다. 북베트남 정규군이 남쪽으로 침투하는 것에 대해 미국은 북부 지역에 대해 공격적인 행동을 취할 수 없었고, 이는 미국 정부가 피하고자 했던 중국의 개입을 우려했기 때문이었다. 그러나 미국 대통령 린든 B. 존슨은 북베트남에 맞서 남베트남을 지키라는 명령을 내렸다.
미국 육군 참모총장이었던 해롤드 키스 존슨과 해리 G. 서머스 주니어 같은 역사학자들은 미국의 목표가 서로 모순적이라고 주장했는데, 이는 공산세계를 패배시키는 것은 국가적 비상사태를 선포하여 미국의 자원을 완전히 동원하는 방식을 요구하는 것이기 때문이었다. 존슨 장군은 웨스트모얼랜드의 긴장을 완화시키는 기업 방식에 비판적이었고 정부가 듣고 싶어하는 것에 대해 지나치게 주의가 깊다고 판단했다. 그럼에도 불구하고 웨스트모얼랜드는 민간 정책 입안자들에게 군을 복종시키는 군 협약들을 다년간 유지하며 작전을 수행했다. 가장 중요한 제약은 중국군의 개입에 대한 두려움으로 인한 전략적 방어에 기초하고 있었지만 린든 대통령은 베트남을 방어하는 것이 더 높은 명령임을 분명히 했다. 방어에 대해 생각하는 것은 핵무기에 집중한 정부의 고문관들이나 하는 학구적인 것에 의한 것으로, 이는 전쟁을 전통적으로 만드는 것이라고 보았다. 반란에 대응하는 방식에 대해 생각하는 것도 전통적인 전투 방식으로 인식되었다. 한국 전쟁의 결과가 무승부로 결정났음에도 불구하고 미국은 적의 무조건 항복이 전쟁을 끝내는 것이라고 믿었다.
베트남 전쟁을 떠나다.
1968년 6월 웨스트모얼랜드는 크레이튼 에이브람스 장군으로 대체되었고, 이 결정은 구정 대공세 직후 발표되었다. 1967년 말 교체 결정이 났음에도 불구하고, 이러한 결정은 언론에서 보도한 것처럼 공산당 공격에 의해 허를 찔린 것에 대한 처벌이라고 전반적으로 인식되고 있다.

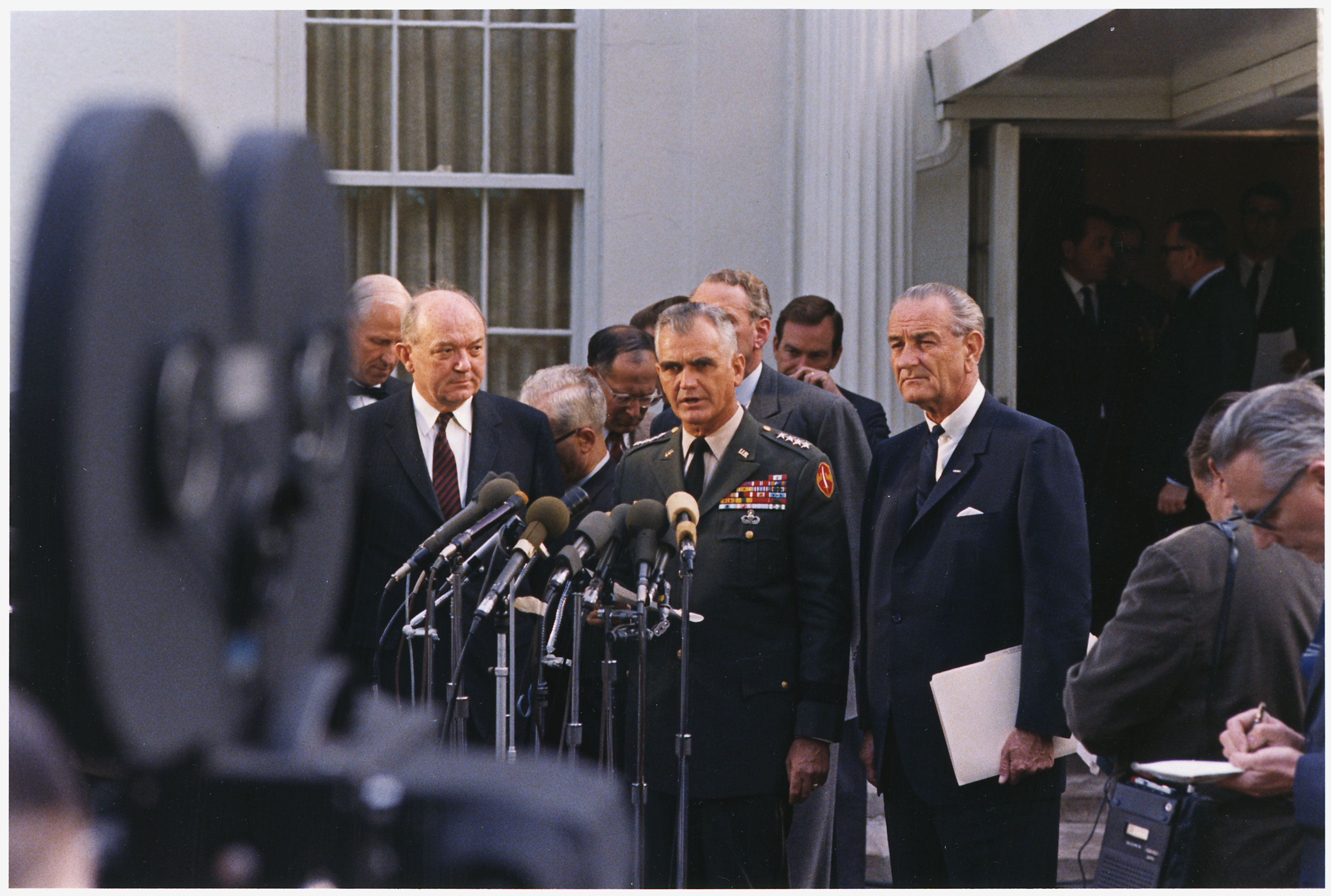
1968년 4월 백악관 외부에서 이뤄진 기자회견

웨스트모얼랜드는 1968년부터 1972년까지 미국의 육군 참모총장으로 일했다. 1970년 미국 육군이 저지른 미라이 학살에 대해 그는 참모총장으로써 "임무, 명예, 국가"의 공식 구호에 대한 집착의 심각한 폐해를 입증한 베트남 전쟁 기간 동안의 육군에게 포괄적이고 중대한 지도력 연구를 집대성한 조사를 요구했다. '군사적 전문주의에 대한 연구'라는 제목의 이 보고서는, 육군의 정책에 대해 깊이 있는 영향력을 가지고 있으며 베트남에서 복무한 장교들이 6개월 만에 다른 직책으로 교체될 수 있다는 정책을 종결시킨 웨스트모얼랜드의 결정에서 시작한다. 그러나 이 해로운 보고서의 영향력을 줄이기 위해 웨스트모얼랜드는 보고서가 2년간 육군 전체에 비밀로 유지되어야 하며 육군 참모대학교 입학생들에게 배포하지 말라는 지시를 내렸다. 1972년 웨스트모얼랜드가 은퇴한 이후에야 대중들은 이 보고서를 알게 되었다.
은퇴
많은 군사학자들은 웨스트모얼랜드가 육군에 관해서 역사상 최악의 시기에 참모총장이 되었다는 것을 지적한다. 육군의 모든 병력을 자원군으로 전환하도록 유도함으로써 그는 미국 청년들에게 육군 생활이 나아지고 더욱 기분 좋도록 하기 위해 많은 지시를 내렸다. 대표적인 예로 그는 병사들에게 구레나룻을 기르고 식당에서 맥주를 마시는 것을 허용했다. 그러나 많은 강경파들은 이러한 지시들이 너무 자유롭다고 경멸했다. 웨스트모얼랜드는 1974년 사우스캐롤라이나 주지사 경선에 실패했다.
그는 1975년 자서전을 출판했다. 이후 웨스트모얼랜드는 사우스캐롤라이나 주의 교육 수준을 향상시키기 위한 임무에 투입되었다. 그는 1968년 미국 대선 당시 잠재력 있는 후보로 타임지 기사에 언급되기도 했다.